# قواع ثلجي النعال
القُواع ثلجي النعال أو القواع المتغير (الإسم العلمي:Lepus americanus)، هو نوع من الثدييات يتبع فصيلة الأرانب ضمن رتبة الأرنبيات. سُمي بهذا الاسم نظراً لكبر حجم أرجله الخلفية والتي يبدو وكأنه يرتدي حذاء الثلج، يتغذى في الصيف على النباتات والأوراق والسراخس، وفي الشتاء يتغذى على لحاء وأغصان الأشجار، ويستوطن أمريكا الشمالية.